# Сен-Мартен-де-Пальер
Сен-Мартен-де-Пальер (фр. Saint-Martin) — коммуна на юго-востоке Франции в регионе Прованс — Альпы — Лазурный берег, департамент Вар, округ Бриньоль, кантон Сен-Максимен-ла-Сент-Бом.
Площадь коммуны — 26,33 км², население — 193 человека (2006) с тенденцией к росту: 242 человека (2012), плотность населения — 9,2 чел/км².

## Население
Население коммуны в 2011 году составляло — 227 человек, а в 2012 году — 242 человека.
| 1962 | 1968 | 1975 | 1982 | 1990 | 1999 | 2006 | 2007 | 2011 | 2012 |
| ---- | ---- | ---- | ---- | ---- | ---- | ---- | ---- | ---- | ---- |
| 114  | 98   | 102  | 116  | 142  | 152  | 193  | 199  | 227  | 242  |

Динамика населения:

## Экономика
В 2010 году из 122 человек трудоспособного возраста (от 15 до 64 лет) 87 были экономически активными, 35 — неактивными (показатель активности 71,3 %, в 1999 году — 60,6 %). Из 87 активных трудоспособных жителей работали 81 человек (47 мужчин и 34 женщины), 6 числились безработными (двое мужчин и 4 женщины). Среди 35 трудоспособных неактивных граждан 7 были учениками либо студентами, 17 — пенсионерами, а ещё 11 — были неактивны в силу других причин.
На протяжении 2010 года в коммуне числилось 98 облагаемых налогом домохозяйств, в которых проживало 221,0 человек. При этом медиана доходов составила 20 071 евро на одного налогоплательщика.

## Фотогалерея

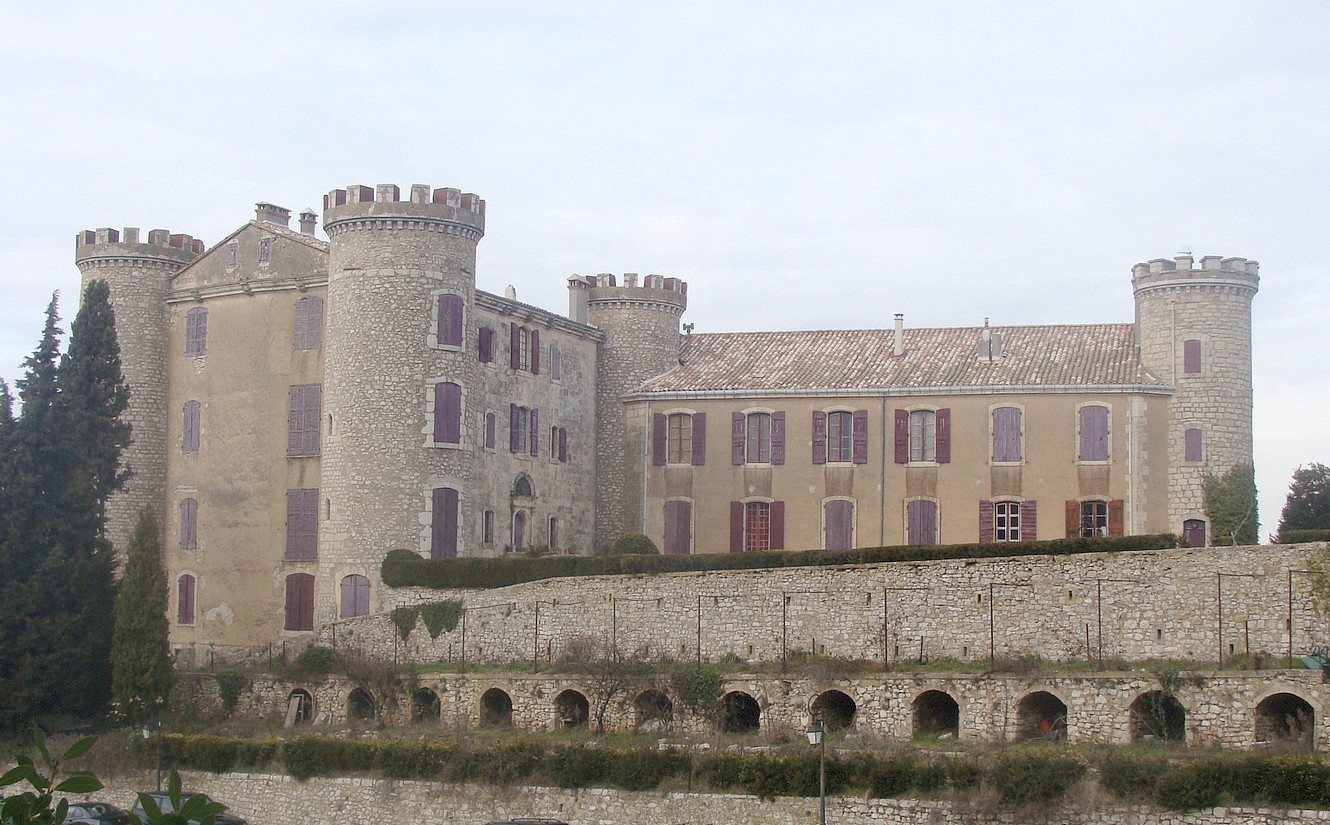
Замок со стороны парка
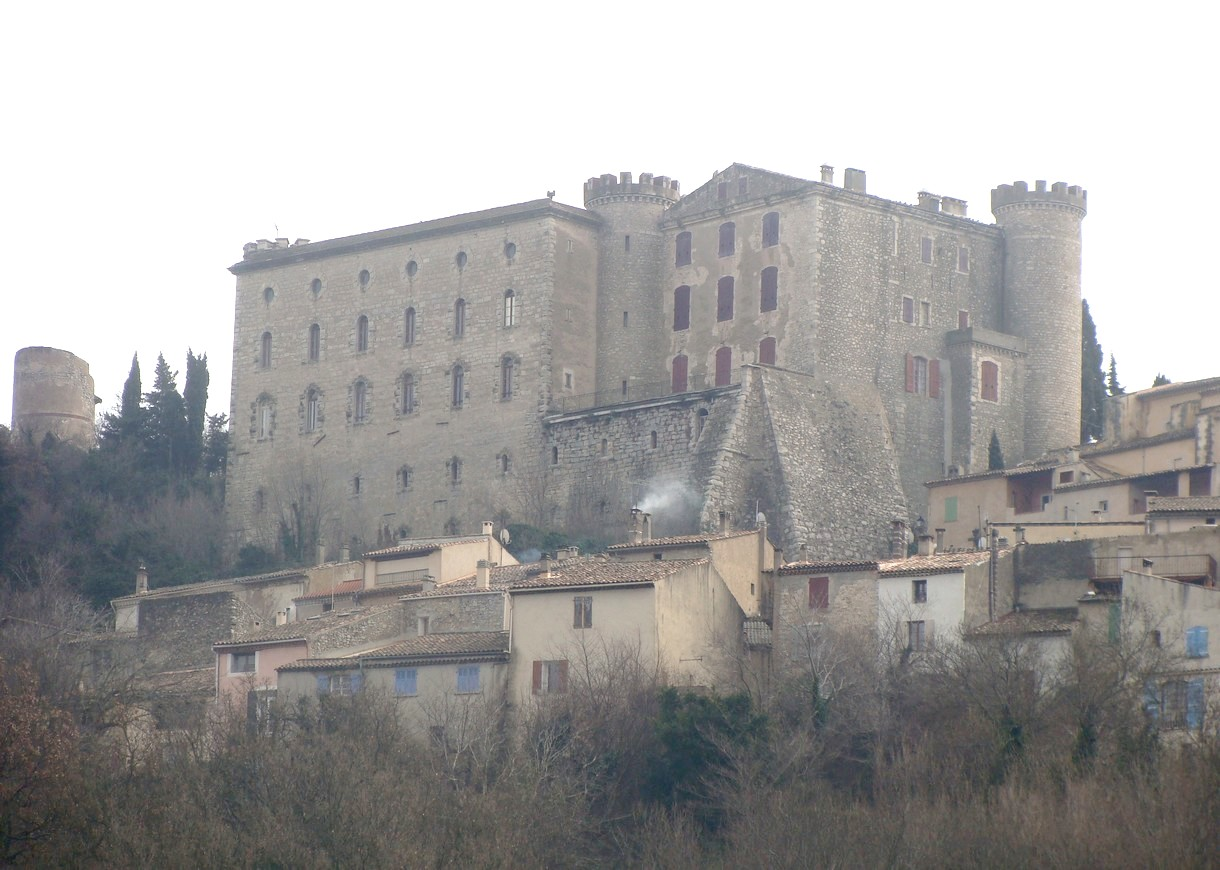
Вид со стороны коммуны
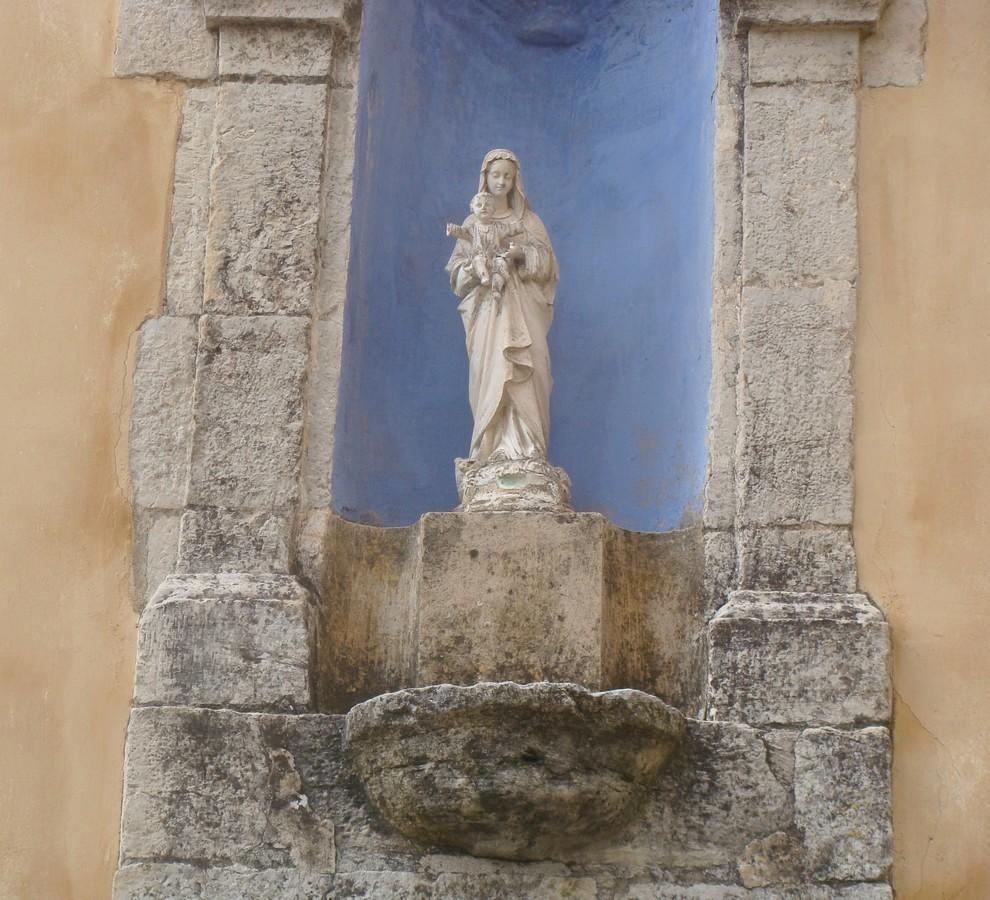
Мадонна с младенцем
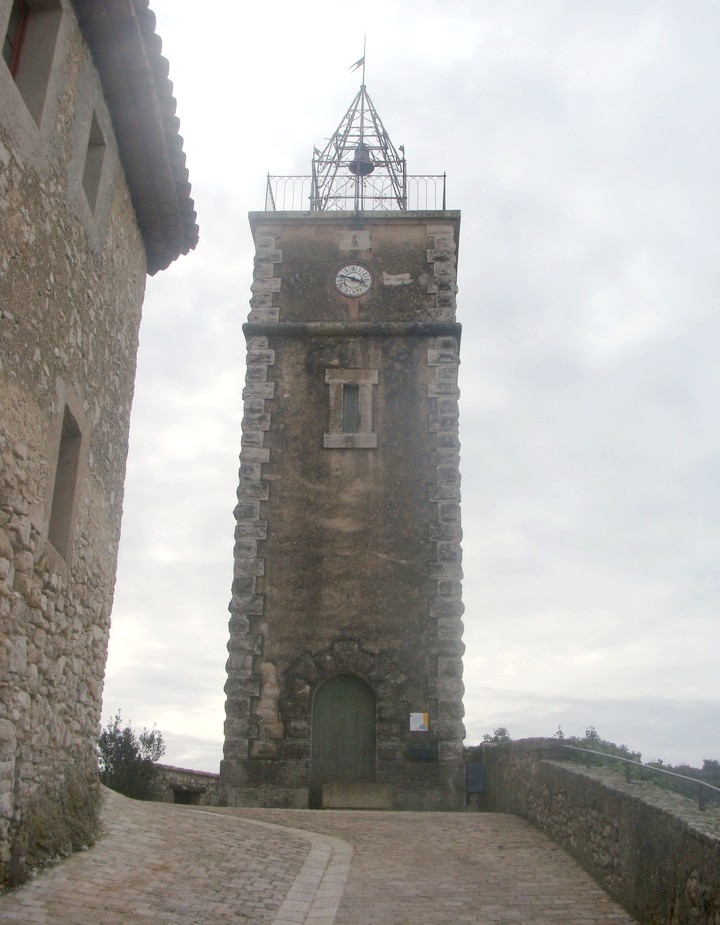
Колокольня и башня с часами